# Radosław Wojtaszek
Radosław Wojtaszek (* 13. Januar 1987 in Elbląg) ist ein polnischer Spitzenspieler im Schach.

## Leben
Wojtaszek lernte bereits als Vierjähriger Schach und kam mit fünf Jahren in einen Schachklub. Seitdem wurde er vom polnischen Schachverband gefördert und trainiert. Erste große Erfolge hatte er im Jugendschach: er wurde 2004 sowohl Jugendeuropameister als auch Jugendweltmeister in der Kategorie U18. Im selben Jahr wurde er Vierter bei der Juniorenweltmeisterschaft U20 in Indien.
Zu Ende des Jahres 2004 wurde er bei einem großen Schnellschachturnier in Warschau Dritter, wobei er den Engländer Nigel Short in der Vorrunde bezwang. 2005 wurde er sensationell bei seiner ersten Teilnahme an der Landesmeisterschaft polnischer Meister und erspielte sich den Titel Großmeister (GM). Die erforderlichen Normen erfüllte er im Februar 2003 beim 20. Open in Cappelle-la-Grande, durch den Gewinn der U18-Weltmeisterschaft 2004 und bei der polnischen Einzelmeisterschaft 2005 in Posen.
Bei den Schachweltmeisterschaften 2008 und 2010 gehörte er zum Sekundantenteam von Viswanathan Anand. 2008 gewann er die Schnellschach-Europameisterschaft in Warschau. 2010 gewann er das Turnier Magistral Internacional de San Juan mit 6,5 Punkten aus 10 Partien nach Wertung vor Laurent Fressinet. Im Juni 2011 gewann er das György Marx Memorial in Paks mit 8 Punkten aus 10 Partien und einer Elo-Performance von 2882. Im Januar 2014 gewann er mit 6,5 Punkten aus 7 Partien das Basel Open. 2016 war er der beste polnische Schachspieler. Im Juli 2017 gewann er mit 4,5 aus 7 Punkten das Dortmunder Sparkassen Chess-Meeting 2017. Im Oktober 2018 siegte er beim Chess.com Isle of Man International mit 7 Punkten aus 9 Partien nach Stichkampf gegen den punktgleichen Arkadij Naiditsch.
Wojtaszek ist verheiratet mit der Russin Alina Kaschlinskaja, die den Titel eines Internationalen Meisters trägt.

## Nationalmannschaft
Wojtaszek nahm mit der polnischen Nationalmannschaft an den Schacholympiaden 2006, 2008, 2010, 2012, 2014, 2016 und 2018 teil, wobei er 2012 das zweitbeste Ergebnis am Spitzenbrett erreichte. Außerdem spielte er bei den Mannschaftseuropameisterschaften 2005, 2007, 2009, 2011, 2015, 2017 und 2019 für Polen, ebenso bei der Mannschaftsweltmeisterschaft 2017, als er mit der Mannschaft den dritten Platz belegte und das beste Einzelergebnis am Spitzenbrett erzielte.

## Vereine

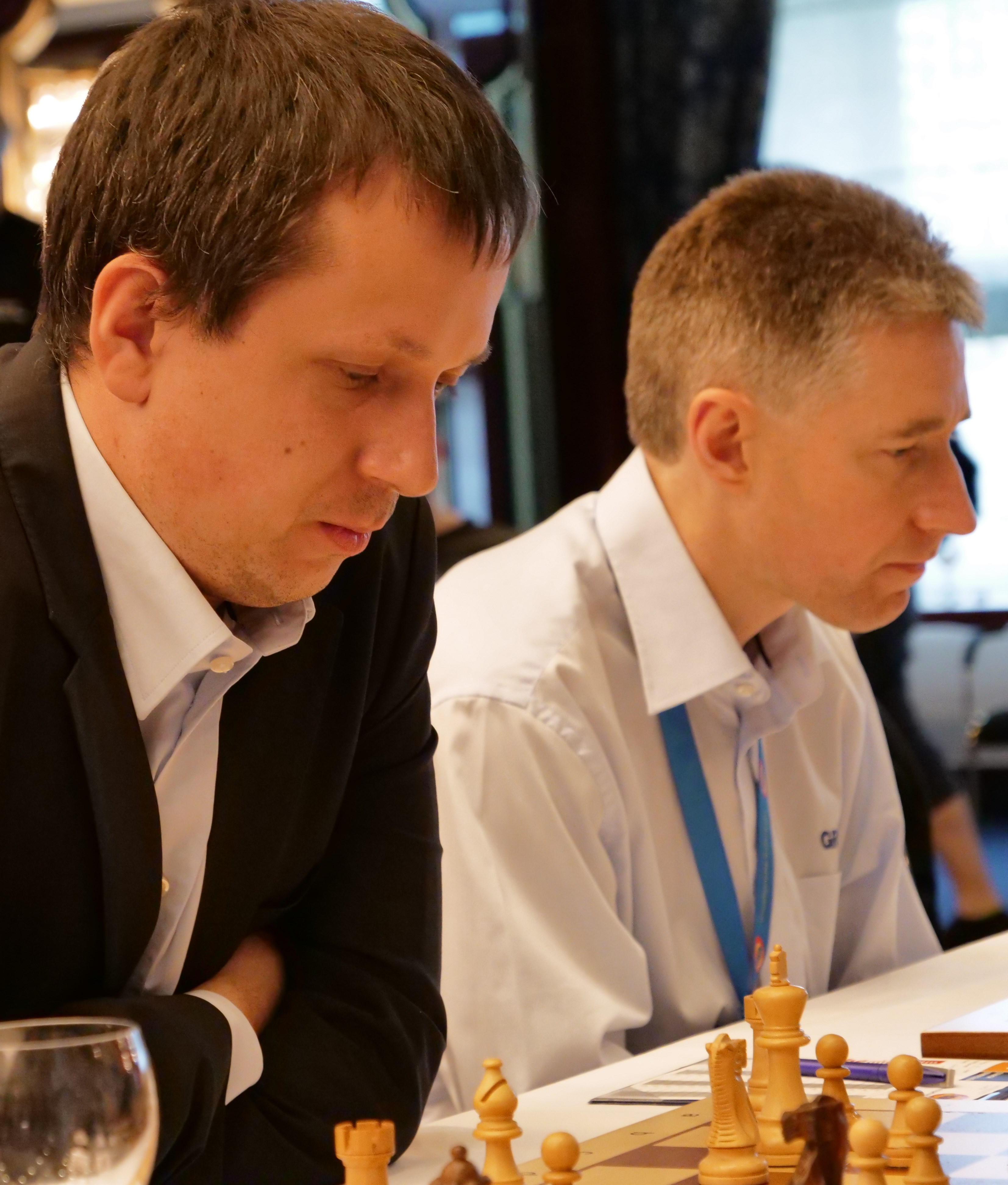
Mit Michael Adams (re.) in der Bundesliga-Endrunde 2018

In der deutschen Schachbundesliga spielte er von 2006 bis 2014 für den Hamburger SK. In der Saison 2014/15 spielte er für den SK Schwäbisch Hall, seit der Saison 2015/16 spielt er für die OSG Baden-Baden, mit der er 2017, 2018, 2019 und 2020 deutscher Mannschaftsmeister wurde. In der polnischen Ekstraliga spielte Wojtaszek von 2002 bis 2005 für PTSz Płock, 2008 bis 2009 für AZS UMCS Lublin, 2010 bis 2013 für KSz Polonia Votum Wrocław und seit 2014 für WASKO HetMaN Szopienice (seit 2015 WASKO HETMAN Katowice), mit denen er 2015, 2016,  2017, 2018 und 2019 polnischer Mannschaftsmeister wurde. In der britischen Four Nations Chess League spielte er in der Saison 2005/06 für die Slough Sharks, in Frankreich spielte Wojtaszek von 2005 bis 2015 für Mulhouse Philidor; 2017 wurde er mit Clichy-Echecs-92 französischer Mannschaftsmeister. In der tschechischen Extraliga spielte er von 2004 bis 2006 für den ŠK Sokol Vyšehrad, von 2006 bis 2009 für den ŠK Labortech Ostrava, seit 2010 spielt er für den 1. Novoborský ŠK, mit dem er 2011, 2012, 2013, 2014, 2015, 2016, 2017 und 2018 tschechischer Mannschaftsmeister wurde. Mit dem 1. Novoborský ŠK nahm er auch in den Jahren 2011 bis 2018 am European Club Cup teil. Er erreichte 2011 mit der Mannschaft den dritten Platz, gewann 2013 sowohl mit der Mannschaft als auch in der Einzelwertung am zweiten Brett, erreichte 2014 sowohl mit der Mannschaft als auch in der Einzelwertung am Spitzenbrett den zweiten Platz, erzielte 2015 das drittbeste Einzelergebnis am Spitzenbrett und erreichte 2018 sowohl mit der Mannschaft als auch in der Einzelwertung am Spitzenbrett den zweiten Platz. In der russischen Mannschaftsmeisterschaft spielte Wojtaszek 2013 für RGSU Moskau und 2015 für die Universität Beloretschensk. In der spanischen Mannschaftsmeisterschaft spielte er 2007 für CA Llanera Alzira und 2017 für den Meister Sestao Bizkaialde.